# Diecezja Maumere
Diecezja Maumere (łac. Dioecesis Maumerensis, indonez. Keuskupan Maumere) – rzymskokatolicka diecezja ze stolicą w Maumere w prowincji Małe Wyspy Sundajskie Wschodnie, w Indonezji. Biskupstwo jest sufraganią archidiecezji Ende.
W 2012 w diecezji służyło 889 braci i 310 sióstr zakonnych.

## Historia
14 grudnia 2005 papież Benedykt XVI bullą Verbum glorificantes Dei erygował diecezję Maumere. Dotychczas wierni z tych terenów należeli do archidiecezji Ende.

## Biskupi
- Vincentius Sensi Potokota (2005−2007) następnie mianowany arcybiskupem Ende
- Gerulfus Kherubim Pareira SVD (2008−2018)
- Ewaldus Martinus Sedu (od 2018)